# Danu
Danu vagy Dana az ír mitológiában a Tuatha Dé Danann nép anyaistennője. A Tuatha Dé Danann ("Danu istennő népe") névadója. A fennmaradt szövegek kevés információval szolgálnak róla. Vannak tudósok, akik szerint azonos Anu (vagy Ana) istennel, mások szerint két különböző istenről van szó. Dane walesi megfelelője Dôn.
A proto-indoeurópai *dānu szó egyik jelentése "folyó", "patak" lehetett (valószínűleg kelta eredetű, de szintén lehetséges, hogy korai szkíta kölcsönszóként került a keltába a szkíta nyelvből). A tőből számos folyónév származhatott, mint a Duna (latin Danuvius), a Dnyeszter, a Dnyeper és a Don, ami arra is utalhat, hogy Danu a kelta világban széles körben imádott isten lehetett. A hindu mitológiában is van egy Danu nevű, a természetes vizekhez kötődő istennő, az istenek Aszura nevű csoportjának anyja, ami azt is jelezheti, hogy az ír Danu egy ősi proto-indo-európai istenalakig vezethető vissza.

## Névetimológia
A birtokos esetű Danann szótöve önállóan nem maradt fenn a kelta nyelvekben. A Walesi Egyetemen ("University of Wales") készült rekonstrukciós lista szerint a proto-kelta nyelvű tő *Danoā lehetett, amely az "adakozó", "bőséges", "folyás" jelentéseket konnotálhatja. E jelentések alapján feltételezte Dr. John Koch (a Felsőszintű Walesi és Kelta Kutatások Központja kutatója az egyetemen), hogy az istennő a "túláradó bőség" megszemélyesítése lehetett. Ha ez az elmélet helyes, ez magyarázhatja az alak asszociációit az ideális anyasággal, a föld termékenységével és a bővizű folyókkal. Ez azt is jelentené, hogy nem azonos Anannal, hanem inkább az ír folyóistennő Boannra, a római Opsra, a görög Rheára és az anatóliai Kübelére hasonlít, akik mind a "bőség" fogalmával kapcsolhatóak össze.